# 普萊紹伊鄉
44°18′N 23°32′E / 44.300°N 23.533°E
普萊紹伊鄉（羅馬尼亞語：Comuna Pleșoi, Dolj），是羅馬尼亞的鄉份，位於該國西南部，由多爾日縣負責管轄，面積42平方公里，海拔高度131米，2007年人口1,406，人口密度每平方公里33人。